# 歌謡曲だよ、人生は
『歌謡曲だよ、人生は』（かようきょくだよ じんせいは）は、2007年5月12日公開の日本映画。昭和時代にヒットした歌謡曲12曲を題材にした短編オムニバス映画である。

## 概要
上映時間130分。各篇の長さ、歌の使用スタイル（流れるタイミング、BGMとして扱うか劇中で流すか、他の曲も併用するかなど）は自由で、歌った歌手が俳優として起用されているものもある。エピローグの「東京ラプソディ」のみカバー盤、他はオリジナル盤を音源に用いている。

## 題材曲・スタッフ・キャスト

### オープニング
- 題材曲 - ダンシング・セブンティーン （歌：オックス）

### 第1話 僕は泣いちっち
- 題材曲 - 僕は泣いちっち （歌：守屋浩）
- 監督・脚本 - 磯村一路
- 出演 - 青木崇高、伴杏里、六平直政、下元史朗

### 第2話 これが青春だ
- 題材曲 - これが青春だ （歌：布施明）
- 監督・脚本 - 七字幸久
- 出演 - 松尾諭、加藤理恵、U.K.、池田貴美子、徳井優、田中要次

### 第3話 小指の想い出
- 題材曲 - 小指の想い出 （歌：伊東ゆかり）
- 監督・脚本 - タナカ・T
- 出演 - 大杉漣、高松いく、中山卓也

### 第4話 ラブユー東京
- 題材曲 - ラブユー東京 （歌：黒沢明とロス・プリモス）
- 監督・脚本 - 片岡英子
- 出演 - 正名僕蔵、本田大輔、千崎若菜

### 第5話 女のみち
- 題材曲 - 女のみち （歌：宮史郎）
- 監督・脚本 - 三原光尋
- 出演 - 宮史郎、久野雅弘、板谷由夏

### 第6話 ざんげの値打ちもない
- 題材曲 - ざんげの値打ちもない （歌：北原ミレイ）
- 監督・脚本 - 水谷俊之
- 出演 - 余貴美子、山路和弘、吉高由里子、山根和馬

### 第7話 いとしのマックス/マックス・ア・ゴーゴー
- 題材曲 - いとしのマックス/マックス・ア・ゴーゴー （歌：荒木一郎）
- 監督・脚本 - 蛭子能収
- 出演 - 武田真治、インリン・オブ・ジョイトイ、久保麻衣子、矢沢心、希和、長井秀和

### 第8話 乙女のワルツ
- 題材曲 - 乙女のワルツ （歌：伊藤咲子）
- 監督・脚本 - 宮島竜治
- 出演 - マモル・マヌー、内田朝陽、高橋真唯、梅沢昌代、山下敦弘、エディ藩、鈴木ヒロミツ

### 第9話 逢いたくて逢いたくて
- 題材曲 - 逢いたくて逢いたくて （歌：園まり）
- 監督・脚本 - 矢口史靖
- 出演 - 妻夫木聡、伊藤歩、ベンガル、江口のりこ、堺沢隆史、寺部智英、小林トシ江

### 第10話 みんな夢の中
- 題材曲 - みんな夢の中 （歌：高田恭子）
- 監督・脚本 - おさだたつや
- 出演 - 高橋恵子、烏丸せつこ、松金よね子、キムラ緑子、田山涼成、本田博太郎、鈴木ヒロミツ、北見敏之、村松利史

### エンディング
- 題材曲 - 東京ラプソディ （歌：渥美二郎、オリジナル：藤山一郎）
- 監督・脚本 - 山口晃二
- 出演 - 瀬戸朝香、田口浩正、中村咲哉

## その他
- 守屋浩の『僕は泣いちっち』は、1960年にも歌謡映画『僕は泣いちっち』（堀池清監督、川地民夫主演）という46分の中編になって劇場公開されている。